# 양재진
양재진(1974년 10월 6일~)은 대한민국의 의사이다.

## 활동

### 드라마
- 2015년: MBC 수목드라마 《앵그리맘》 - 오아란 입원병원 정신과 의사 역

### 방송
- 2011년: Story On 시사교양 《아름다운 변신 Let 美人》
- 2012년: MBN 연예오락 《속풀이쇼 동치미》
- 2012년: Story On 시사교양 《Let 美人 시즌2》
- 2013년: MBN 연예오락 《인생고민 해결SHOW 신세계》
- 2015년: KBS W 시사교양 《빨간핸드백》
- 2015년: O tvN 연예오락 《어쩌다 어른》
- 2016년: SBS 연예오락 《동상이몽, 괜찮아 괜찮아》
- 2021년: MBC 《황금어장 라디오스타》

## 경력
- 2006년 12월~2007년 4월 진정신과의원 원장
- 2007년 4월~2010년 6월 정정신과의원 대표원장
- 2007년 4월~2008년 1월 진정신과의원 대표원장
- 2008년 1월 진병원 대표원장

## 학력
- 전주고등학교
- 아주대학교 의학 학사, 석사(정신건강의학과)